# Censo chileno de 1992
El XVI Censo Nacional de Población y V de Vivienda fue el censo de población que se realizó en Chile el 22 de abril de 1992, y que actualizó los datos registrados en el censo realizado diez años antes, en 1982. Su elaboración estuvo a cargo del Instituto Nacional de Estadísticas de Chile (INE). Su lema fue «Abre tu puerta, Chile se cuenta».
El censo determinó que la población de Chile era de 13.348.401 habitantes.

## Resultados generales
| Población total | 13 348 401 | 100   |
| Total Hombres   | 6 553 254  | 49,09 |
| Total Mujeres   | 6 795 147  | 50,91 |
| Total Urbana    | 11 140 405 | 83,45 |
| Total Rural     | 2 207 996  | 16,55 |

| Alfabetos           | 10 075 471 | 75,48 |
| Hombres Alfabetos   | 4 908 210  | 74,89 |
| Mujeres Alfabetos   | 5 167 261  | 76,04 |
| Analfabetos         | 575 176    | 4,3   |
| Hombres Analfabetos | 276 190    | 4,21  |
| Mujeres Analfabetas | 304 986    | 4,48  |

| Católicos          | 7 409 528 | 76,7 |
| Protestantes       | 80 259    | 0,83 |
| Evangélicos        | 1 198 385 | 12,4 |
| Indiferente o Ateo | 562 285   | 5,82 |
| Otra Religión      | 409 910   | 4,24 |

| Mayores 14 años | 9 660 367 | 72,37 |
| Solteros        | 3 373 885 | 34,92 |
| Casados         | 4 899 720 | 50,71 |
| Convivientes    | 537 444   | 5,56  |
| Viudos          | 493 736   | 5,11  |
| Separados       | 324 925   | 3,36  |
| Anulados        | 30 656    | 0,31  |

| Total Viviendas   | 3 369 849 | 100   |
| Viviendas Urbanas | 2 594 359 | 76,98 |
| Viviendas Rurales | 775 490   | 23,02 |

| Total Hogares      | 3 293 779 | 100   |
| Jefes de Hogar (H) | 2 459 452 | 74,66 |
| Jefas de Hogar (M) | 834 327   | 25,34 |

Sitio web oficial Archivado el 6 de abril de 2011 en Wayback Machine. - Censo de 1992- INE.
*(1) Corresponde solo a población mayor de 10 años.
*(2) Corresponde solo a población mayor de 14 años.